# جبل نعمان (المحويت)
جبل نعمان هي إحدى قرى الجمهورية اليمنية. تتبع جغرافيا لمحافظة المحويت و إداريًا لمديرية حفاش. يبلغ تعداد سكانها 1716 نسمة حسب الإحصاء الذي أجري عام 2004.ويتوقع بأن يصل العدد إلى 2000 نسمة في عام 2016م.